# Immenstedt (Nordfriesland)
Immenstedt település Németországban, Schleswig-Holstein tartományban. Lakosainak száma 680 fő (2023. december 31.).

## Népesség
A település népességének változása:
| Lakosok száma | 537  | 633  | 639  | 629  | 680  | 680  |
|               | 1975 | 2017 | 2019 | 2021 | 2022 | 2023 |